# DGTPasa
Una dGTPasa (EC 3.1.5.1) es una enzima que cataliza la siguiente reacción química:
Por lo tanto, los dos sustratos de esta clase de enzimas son el dGTP y agua, mientras que sus dos productos son desoxiguanosina y trifosfato.
Esta enzima pertenece a la familia de las hidrolasas, más concretamente a aquellas hidrolasas que actúan sobre énlaces de ésteres trifosfóricos. El nombre sistemático para esta clase de enzimas es dGTP trifosfohidrolasa. Otros nombres de uso común pueden ser desoxi-GTPasa, desoxiguanosina 5-trifosfato trifosfohydrolasa, desoxiguanosina trifosfatasa, y desoxiguanosina trifosfato trifosfohidrolasa. Esta enzima participa en el metabolismo de las purinas.

## Estudios estructurales
Hasta el año 2007, se habían resuelto cuatro estructuras terciarias para esta clase de enzimas, las cuales tienen los códigos de acceso PDB siguientes: 1HA3, 2C77, 2C78, y 2DQB.